# 位相空間法
応用数学の分野における位相空間法（いそうくうかんほう、英: phase space method）とは、力学系の解を構成し解析するための、すなわち、時間依存の微分方程式を解くためのある手法のことを言う。この手法では、まずはじめに、新たな変数を導入することによって、方程式を時間について一階の連立微分方程式へと書き換える。すると、元の変数と新たな変数は、位相空間におけるあるベクトルを形成する。このとき解は、時間によってパラメータ付けられる、位相空間内の曲線となる。この曲線は通常、軌跡（trajectory）や軌道（orbit）と呼ばれる。微分方程式は、その曲線の幾何的表現として再び定式化される。すなわち、元の時間のパラメータ表現を必要とせず、その位相空間の変数のみについての微分方程式として、再び定式化される。最後に、その位相空間で得られた解が、再び元の設定へと変換される。
位相空間法は物理学の分野で幅広く用いられている。例えば、反応拡散系の進行波解を見つける時に、用いられる。